# Аданская епархия
Аданская епархия Киликийского патриархата Армянской Апостольской церкви (арм. Հայ Առաքելական եկեղեցու Կիլիկիայի պատրիարքության Ադանայի թեմ) — упразднённая после Геноцида армян 1915 года архиепископская епархия Армянской Апостольской церкви в составе Киликийского патриархата с центром в городе Адана.
В юрисдикцию Аданской епархии входили территории Аданского, Мерсинского и Ичилийского санджаков Османской империи. По данным на 1911 год количество верующих Армянской Апостольской церкви — 35.000, общин — 16, также верующих армян-протестантов — 900, верующих Армянской Католической церкви — 2.000. 
Епархия имела 12 церквей.